# Rogatywka wz. 1938

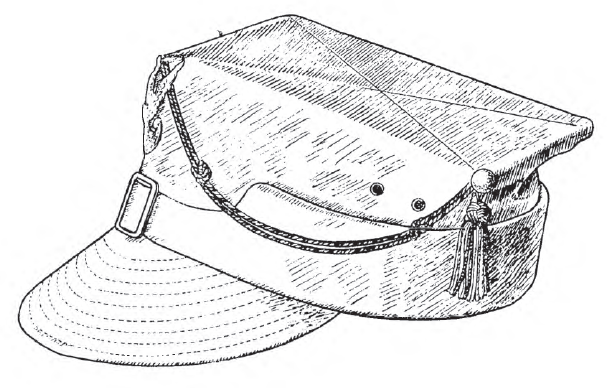
Rogatywka wz. 38

Rogatywka wz. 1938 – nakrycie głowy żołnierzy Wojska Polskiego II RP służących w sztabach i oddziałach Obrony Narodowej.
Rogatywka przeznaczona dla żołnierzy obrony narodowej wzorowana na typowej rogatywce polowej wz. 1937. Ponadto posiadała stalkę do usztywniania denka i rogów, złączoną z czterema podpórkami z tektury, do której były przyszyte ręcznie, falisto wygięte i na końcach zaokrąglone druty. Stalka i podpórki obszyte były tkaniną. Stalka była zgięta w kwadrat, a końce jej złożone na styk i spojone cienką żelazną blaszką. W rogach stalki przyszyte były jednymi końcami podpórki usztywniające rogi rogatywki. W przypadku użycia rogatywki, jako polowego nakrycia głowy, stalkę z podpórkami wyjmowano.
Na lewym przednim brycie rogatywki doczepiano sznurek i chwaścik. 
Sznurek, złożony na połowę i związany w 1/3 długości na dwa supły, był przypięty jednym końcem za pomocą utworzonej pętli do guzika przyszytego na lewym rogu rogatywki. Drugim końcem, uzbrojonym w biały haczyk, był zaczepiony na haftkę wykonaną z nici barwy ochronnej na brycie, pod lewym skrzydłem orzełka.

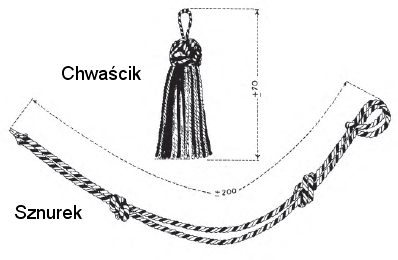
Ozdoby

Chwaścik składał się z uszka, obsady chwaścika, trzydziestu frędzli oraz drewnianego koralika. Był nawleczony na pętlę sznurka i zapinany na guzik, przyszyty na lewym rogu rogatywki. 
Sznurek był skręcany z pięciu sznureczków, z których dwa były białe, a trzy 
czerwone. Uszko i obsada chwaściska splatano z dwóch sznureczków: jednego barwy białej i drugiego barwy czerwonej.
Frędzle, z których piętnaście barwy białej i piętnaście barwy czerwonej, były skręcone z jednego sznureczka, podwójnie złożonego.
Odcięte końce frędzli były wpuszczane w obsadę chwaścika, który za pomocą końców uszka, przewleczonego przez obsadę, był przymocowany do drewnianego koralika.
Sznurek, uszko, obsada chwaścika i frędzle były wykonane ze sztucznego jedwabiu. 
Guzik był czerwony, wykonany z masy galalitowej lub bakelitowej, osadzony na metalowym uchwycie. Barwa czerwona sznurka, chwaścika i guzika miała odcień cynobru.
Zamiast haftowanego orzełka, stosowano metalowy orzełek jak przy rogatywce garnizonowej.